# Euophrys kittenbergeri
Euophrys kittenbergeri là một loài nhện trong họ Salticidae.
Loài này thuộc chi Euophrys. Euophrys kittenbergeri được Lodovico di Caporiacco miêu tả năm 1947.